# Dekanat Jastrowie
Dekanat Jastrowie – jeden z 24 dekanatów diecezji koszalińsko-kołobrzeska w metropolii szczecińsko-kamieńskiej. 
W skład dekanatu wchodzą następujące parafie:
- Jastrowie, parafia pw. NMP Królowej Polski
- Jastrowie, parafia pw. św. Michała Archanioła
- Lędyczek, parafia pw. św. Piotra i Pawła Ap.
- Lotyń, parafia pw. Wniebowzięcia NMP
- Okonek, parafia pw. MB od Wykupu Niewolników
- Pniewo, parafia pw. św. Jana Chrzciciela
- Sypniewo, parafia pw. Narodzenia NMP
- Tarnówka, parafia pw. Nawiedzenia NMP